# Adolphe-Basile Routhier

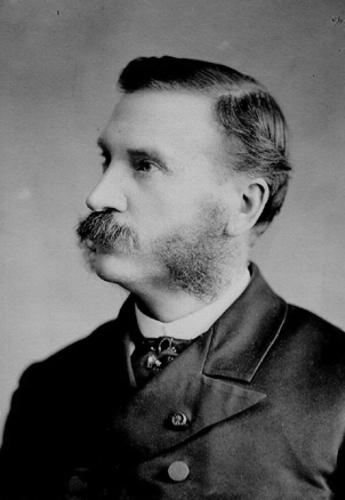

Adolphe-Basile Routhier (8 de maio de 1839 - 27 de junho de 1920) foi um juiz, escritor e compositor canadense. Ele escreveu a letra da versão original em francês de O Canada, o hino nacional do Canadá.